# Zomeralsem
Zomeralsem (Artemisia annua), zoete alsem of "qing hao" is een plant die wereldwijd voorkomt. Ze heeft varenachtige bladeren en felgele bloemen met een kamferachtige geur. In China wordt de plant al lang gebruikt, maar sinds de jaren tachtig van de twintigste eeuw wordt ze ook in de moderne geneeskunde gebruikt als bron van artemisinine, een antimalariamiddel. Zomeralsem komt in het wild niet in Nederland voor.
De Wageningen Universiteit is bezig om het gen voor artemisinine uit A. annua te isoleren en in te planten in wilde cichorei. Hierdoor verachtvoudigt de productie van artemisinine van 7 naar 56 kg/ha. De verwachting was dat de prijs per medicatie zou kunnen zakken van 4 tot 10 $ naar 0,506 $.

## Kenmerken van de plant
De hoogte van de plant is gemiddeld 2 meter en de plant heeft een steel en afwisselende takken en bladeren die in lengte kunnen variëren van 2,5 tot 5 cm. De kruisbestuiving vindt plaats door wind of insecten. Het is een plant met het chromosomenaantal 2n=18.

## Medicinaal gebruik
Zomeralsem werd door Chinese kruidenartsen vroeger gebruikt om koorts te behandelen. Het geraakte in onbruik maar werd in 1972 herontdekt toen "het Chinese handboek van recepten voor behandelingen van spoedeisende situaties" (340 AD) werd gevonden. Deze pharmacopeia bevatte recepten voor een thee van gedroogde bladeren die voorgeschreven werden bij koorts, hoewel niet specifiek malaria.

### Extracten
In 1971 werd aangetoond dat de extracten van de plant antimalaria-eigenschappen bij primaten had en in 1972 werd de actieve ingrediënt artemisinine geïsoleerd en zijn chemische structuur beschreven. Artemisinine kan geëxtraheerd worden door gebruik te maken van een vloeistof met een laag kookpunt, zoals di-ethylether en wordt gevonden in de klierharen van de bladeren, stengels en bloeiwijzen, en is geconcentreerd in de bovenste delen van de plant.

### Behandeling van parasieten
Gewoonlijk wordt Artemisinine in tropische landen die het zich kunnen veroorloven gebruikt ter behandeling tegen parasieten, bij voorkeur als onderdeel van een combinatiecocktail met andere antimalariamiddelen met als doel de ontwikkeling van parasitaire resistentie te voorkomen.

### Behandeling van malaria
Zomeralsem is lang gebruikt als antimalariakruid in China. Artemisinine zelf is een sesquiterpeenlacton met een endoperoxide verbinding en wordt semisynthetisch vervaardigd als een antimalariamedicijn. Zo produceert het Amerikaanse biotech-bedrijf Amyris door een kickstart van de Bill & Melinda Gates Foundation sinds 2005 op grote schaal artemisinine die door fermentatie van rietsuiker tot stand komt.
Het veronderstelde werkingsmechanisme van artemisinine houdt een splitsing in van de endoperoxide verbindingen door ijzer die vrije radicalen voortbrengen , die de macromoleculen beschadigen door oxidatieve stress te veroorzaken in de cellen van de parasiet. Malaria wordt veroorzaakt door Apicomplexa, voornamelijk Plasmodium falciparum die zich vooral ophoudt in de rode bloedcellen en zelf ijzerrijke heemgroepen bevat.
De werkzaamheid van thee gemaakt van zomeralsem bij de behandeling van malaria wordt echter betwist. Volgens sommige auteurs is A. annua niet oplosbaar in water en de concentraties in deze vloeistoffen worden onvoldoende geacht om malaria te behandelen. Andere wetenschappers hebben beweerd dat zomeralsem een cocktail van antimalariasubstanties bevat en beweren dat klinische testen zijn uitgevoerd die wetenschappelijk aantonen dat zomeralsemthee effectief is bij de behandeling van malaria. Ze beweren dat deze voordelige oplossing veel zou kunnen betekenen voor de zelfredzaamheid van armere landen. De enige wetenschappelijke studie die werkzaamheid aantoonde, is in 2020 echter ingetrokken nadat de auteurs onder meer de betrouwbaarheid van de data niet konden staven.
In 2004 veranderde het Ministerie van Volksgezondheid in Ethiopië de eerstelijnsmedicatie bij malaria naar Coartem (van Novartis), een medicijn gebaseerd op zomeralsem, ondanks een wereldwijd tekort hiervan. Van Coartem wordt een werking van 100% beweerd bij correct gebruik. Voorheen werd Fansidar aangeraden, een Sulfadoxine-middel met een gemiddelde slaagkans van slechts 64%.

### Behandeling van kanker
De plant heeft ook anticarcinogene eigenschappen laten zien. Uit onderzoek bij onder meer ratten blijkt dat hij selectief giftig is voor sommige borstkankercellen en bepaalde vormen van prostaatkanker; er zijn veelbelovende preklinische resultaten gevonden bij leukemie, en andere kankercellen.

### Ander gebruik - kalmerend, weerstandverhogend en antiviraal
Zomeralsem heeft kalmerende effecten bij muizen. Waarschijnlijk door de invloed op de benzodiazepine-receptoren.
Zomeralsem verhoogt in het algemeen de weerstand tegen bacteriën, schimmels en parasieten in de darmen, en kan dankzij deze eigenschap een belangrijke bijdrage leveren aan het versterken van de darmflora en het behoud van een goede conditie van het maag-darmkanaal.
De plant wordt veel gekweekt in Madagaskar, voornamelijk als grondstof voor Artemisinine dat gebruikt wordt tegen malaria. Recent propageerde de president van dat land het gebruik van een drankje met onder meer het kruid er in als medicijn tegen COVID-19, analoog aan zijn Amerikaanse collega Trump die geloofde in een ander anti-malariamedicijn. Er is echter geen bewijs van enige werkzaamheid tegen het virus en vermoed wordt dat commerciële belangen debet zijn aan deze nieuwe hype.. Het drinken van thee of een drankje waar het kruid in zit is niet aan te bevelen want zal niet werkzaam zijn. Wel wordt er door het Max Planck instituut onderzoek gedaan naar de beweerde effecten van de werkzame stof Artimisinine geëxtraheerd uit de plant. De WHO waarschuwde dat er geen enkel bewijs is dat COVID-19 voorkomen kan worden of behandeld kan worden met producten uit plantmateriaal van de plant en dat het nog af te wachten is of er uit onderzoek naar de werkzame stof enig resultaat kan komen en raadt gebruik van artimisiathee of -drankjes als medicatie af.

## Culinair gebruik
In het hedendaagse China, vooral de provincie Hubei, worden de stelen van deze alsem gebruikt als voedsel in de vorm van een salade. Het eindproduct, letterlijk genoemd "koud gemixte alsem" is licht bitter van smaak met sterk zure tonen van de kruidige rijstazijn die gebruikt wordt als marinade. Het wordt als een ware delicatesse beschouwd en is dan ook duurder dan vlees.

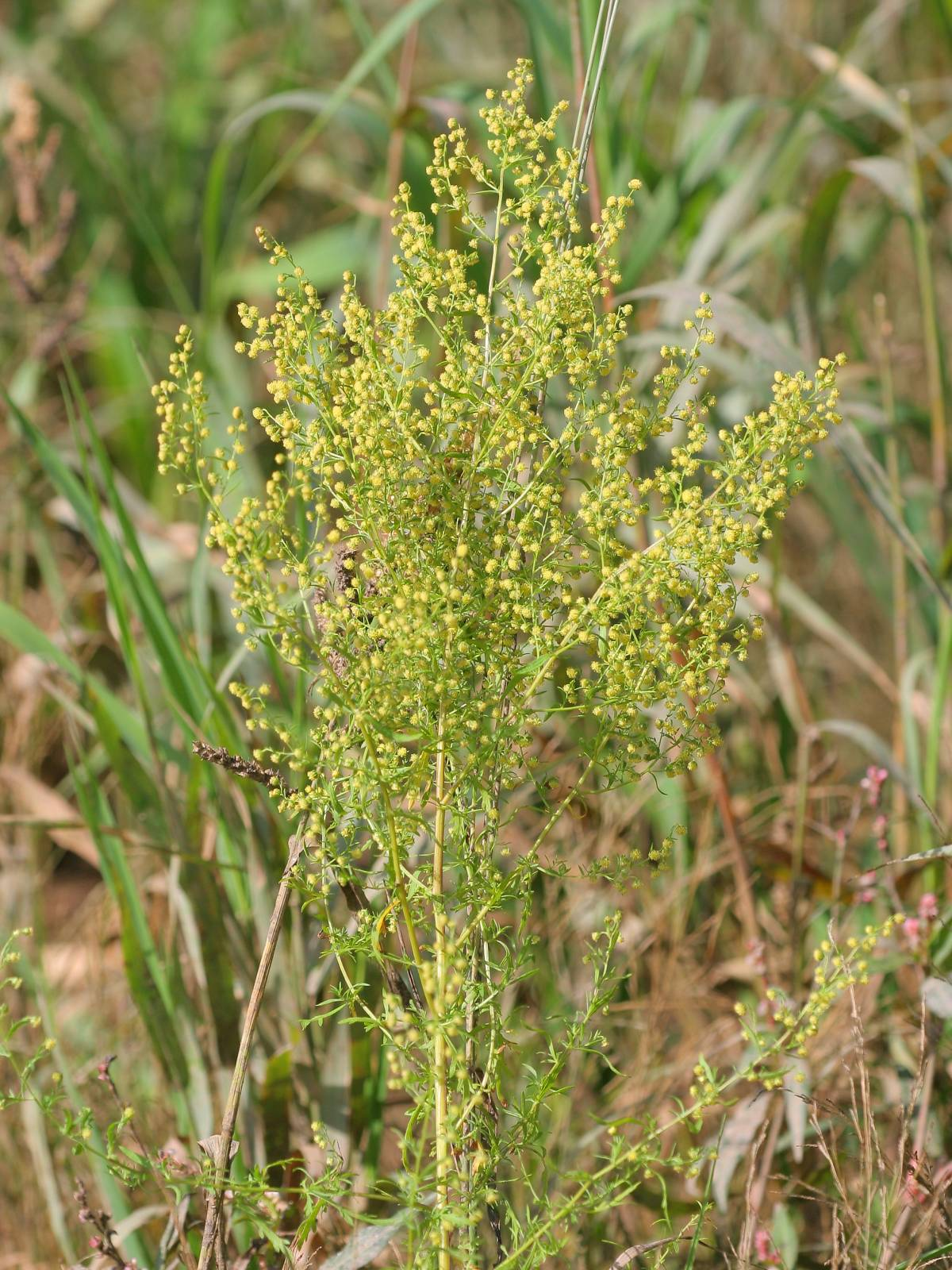
A. annua habitus
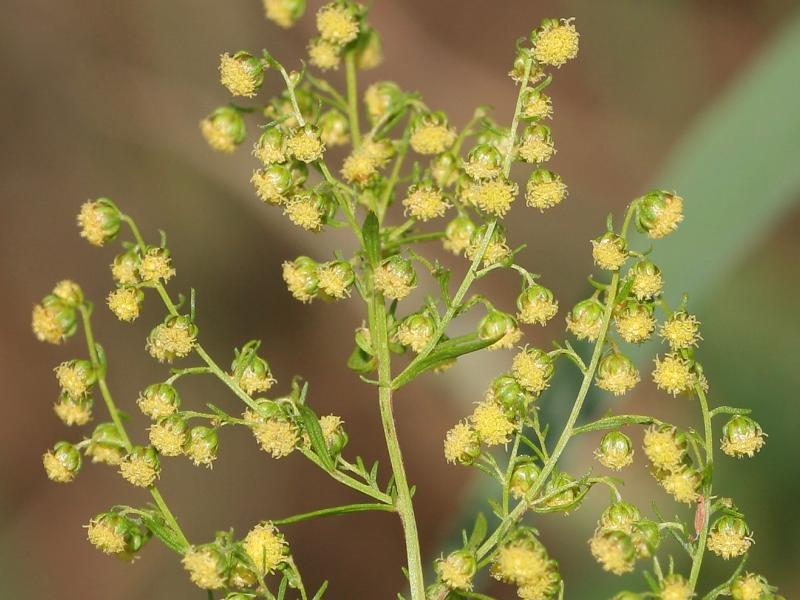
A. annua, detail bloeiwijze
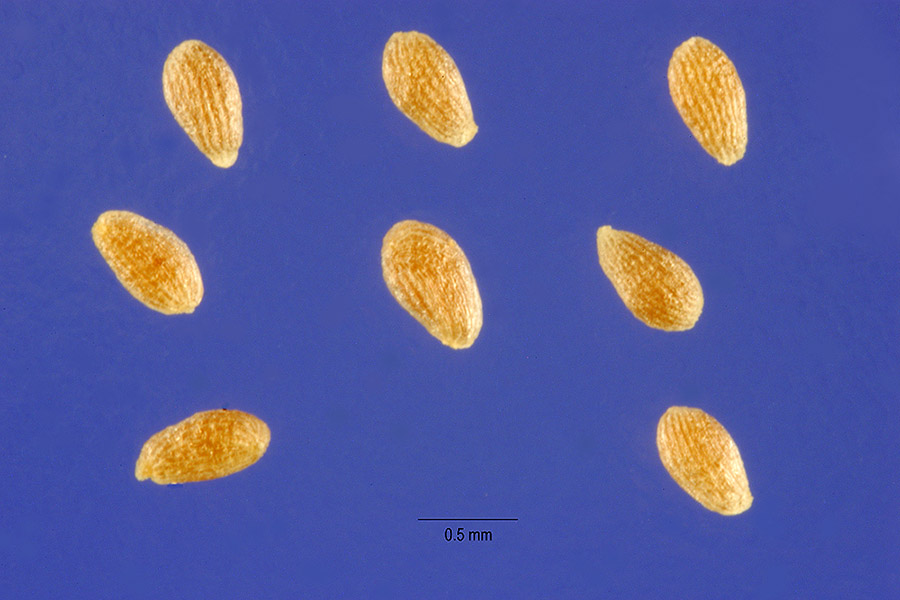
A. annua, zaden
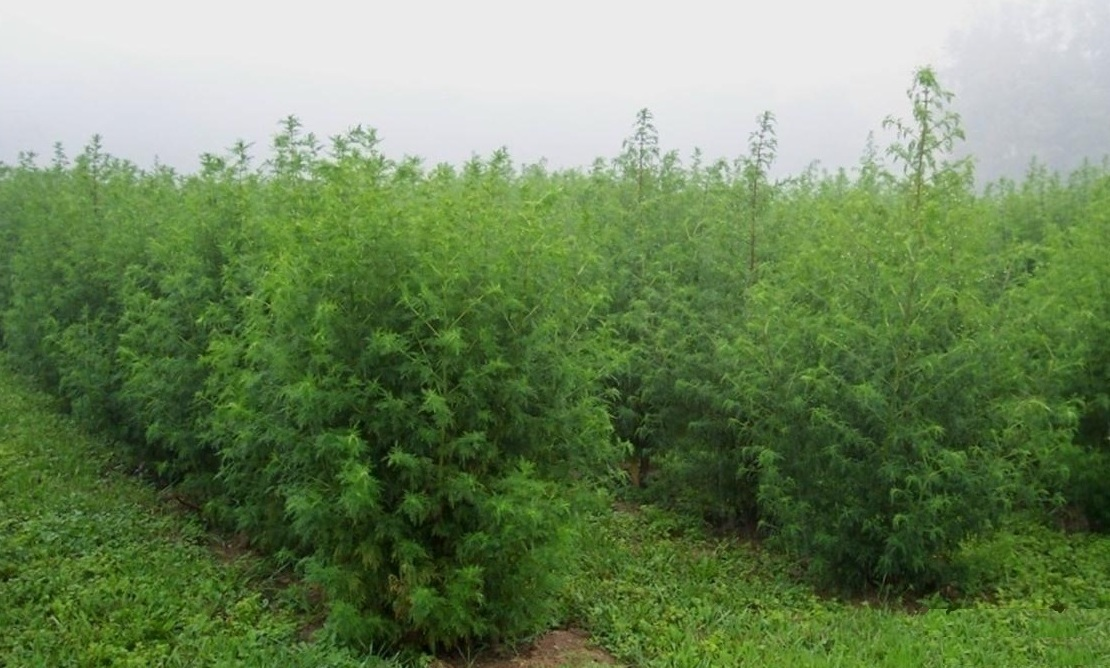
A. annua